# 巨骨舌鱼
巨骨舌鱼（学名：Arapaima gigas），也称象鱼、大傻鱼、彼拉魯克鱼，是巴西骨舌鱼属（Arapaima）下的其中一个物种，原生於南美洲的亞馬遜河裡，之後被引入東亞部分地區。被认为是活化石。過往本物種被認為是單型屬，但現時已發現其他同屬物種。成熟的巨骨舌鱼长度可超过2.5米，重达100公斤（迄今捕获的最重达230公斤），最長可達到4.5~6公尺，是世界上大型的淡水鱼之一。巨骨舌魚經常需要浮上水面，以呼吸空氣。

## 習性
巨骨舌魚生活在南美洲的淡水河裡，主要以小魚為食，但偶爾也捕食蛇、烏龜、青蛙和昆蟲、甚至也會捕食小鱷魚、食人魚。
由於亞馬遜一帶天氣酷熱，流速緩慢的河水含氧量降低，巨骨舌魚需要不時浮上水面吞咽空氣來呼吸。在旱季，它也能靠在泥沙里鑽洞来自保。
巨骨舌魚生性好奇，喜歡靠近有興趣的事物，但具有強大的蠻力，可利用尾巴作為武器，可以輕易擊倒成年的男性，並擊碎骨骼造成大量內傷。

## 保育狀況
其被列為《瀕危野生動植物種國際貿易公約》附錄二的物種，被限制出口及貿易